# География Сирии
Сирия — государство на Ближнем Востоке, часть Леванта и исторического региона Сирия. Сирия охватывает часть восточного побережья Средиземного моря (от Ливана до Турции), бассейн реки Оронт, Сирийскую пустыню и верхнюю Месопотамию. Современная Сирия граничит с такими государствами как Турция, Ирак, Иордания, Израиль и Ливан. 

## Географические регионы
Территория Сирии охватывает примерно 185 180 км² пустынь, равнин и гор. Подразделяется на западную прибрежную зону, опоясанную узким двойным горным хребтом, и более обширную зону на востоке, представляющую собой плато. Доминирует сухой климат; на территории около трёх пятых от всей площади страны выпадает менее 25 см осадков в год. Самым главным природным ресурсом страны является плодородная почва, предпринимались множественные попытки увеличения обрабатываемых площадей путём орошения.

### Прибрежная равнина
Вдоль Средиземного моря протянулась узкая прибрежная равнина от Турции до Ливана. Поверхность этой литоральной зоны покрыта песчаными дюнами, которые лишь изредка прерываются холмами, спускающимися от гор к морю. Сирия претендует на террирориальные воды Средиземного моря на расстоянии 35 морских миль (65 км) от берега.

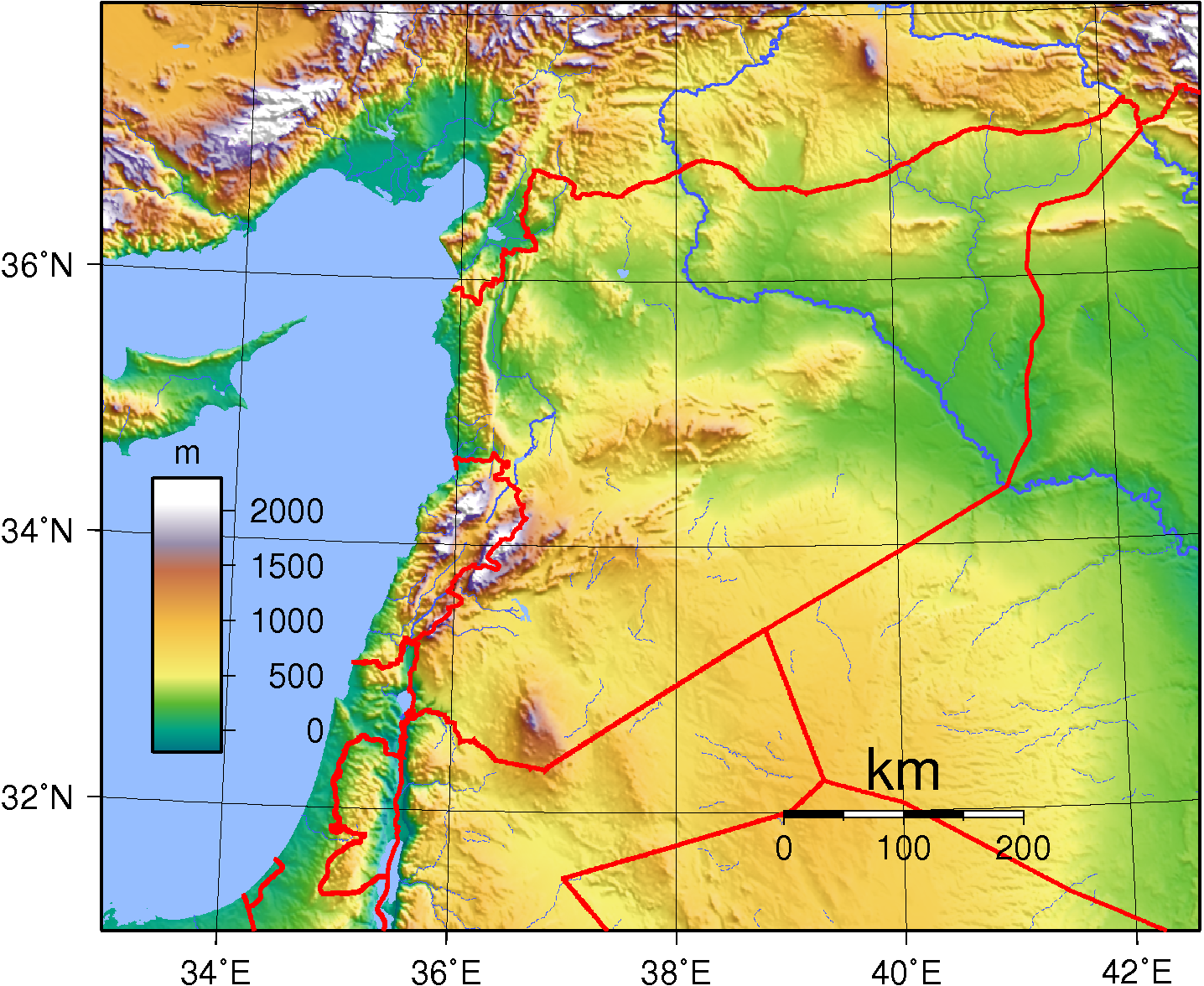
Топография Сирии

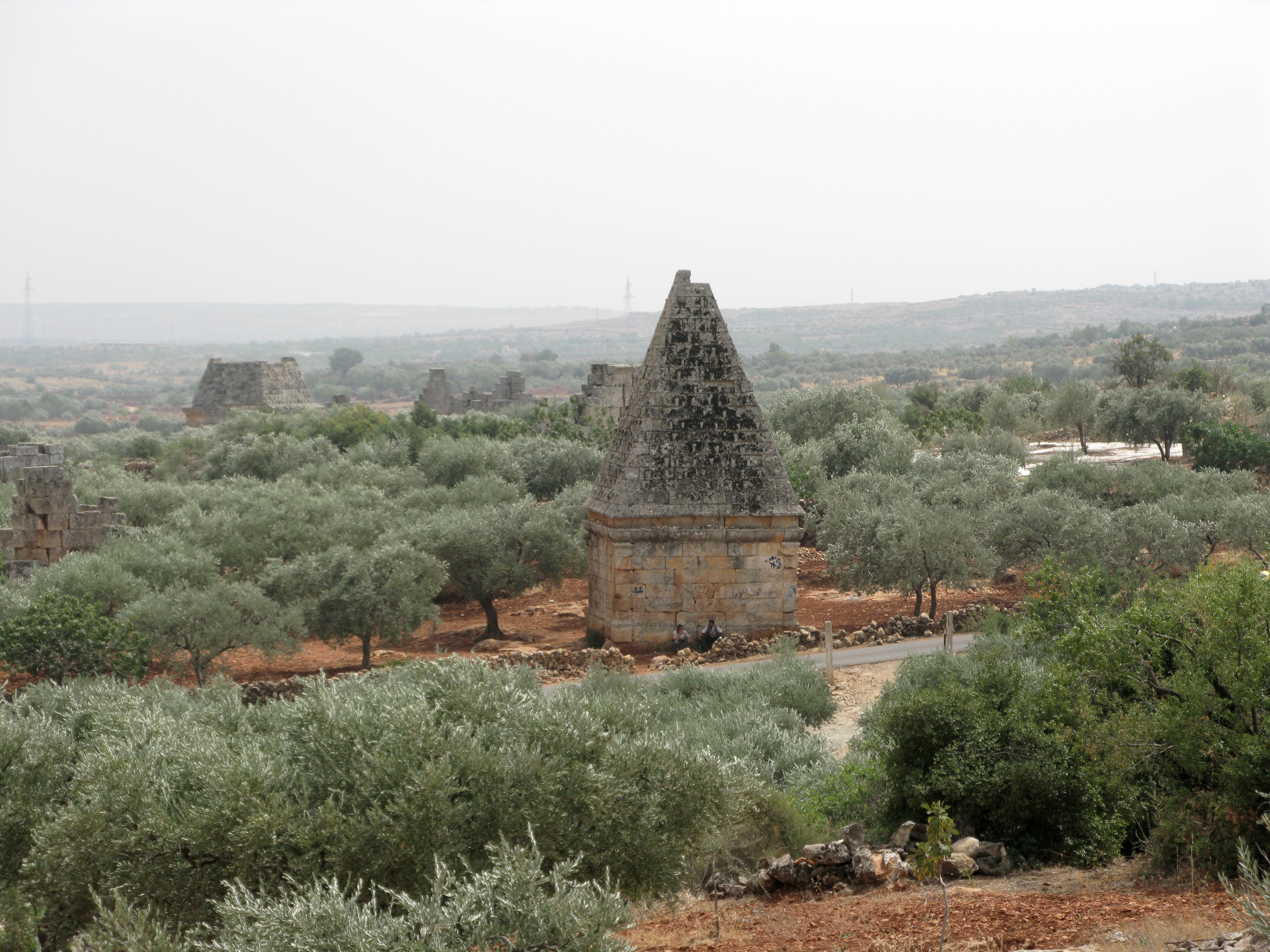
Горное плато на севере, Идлиб

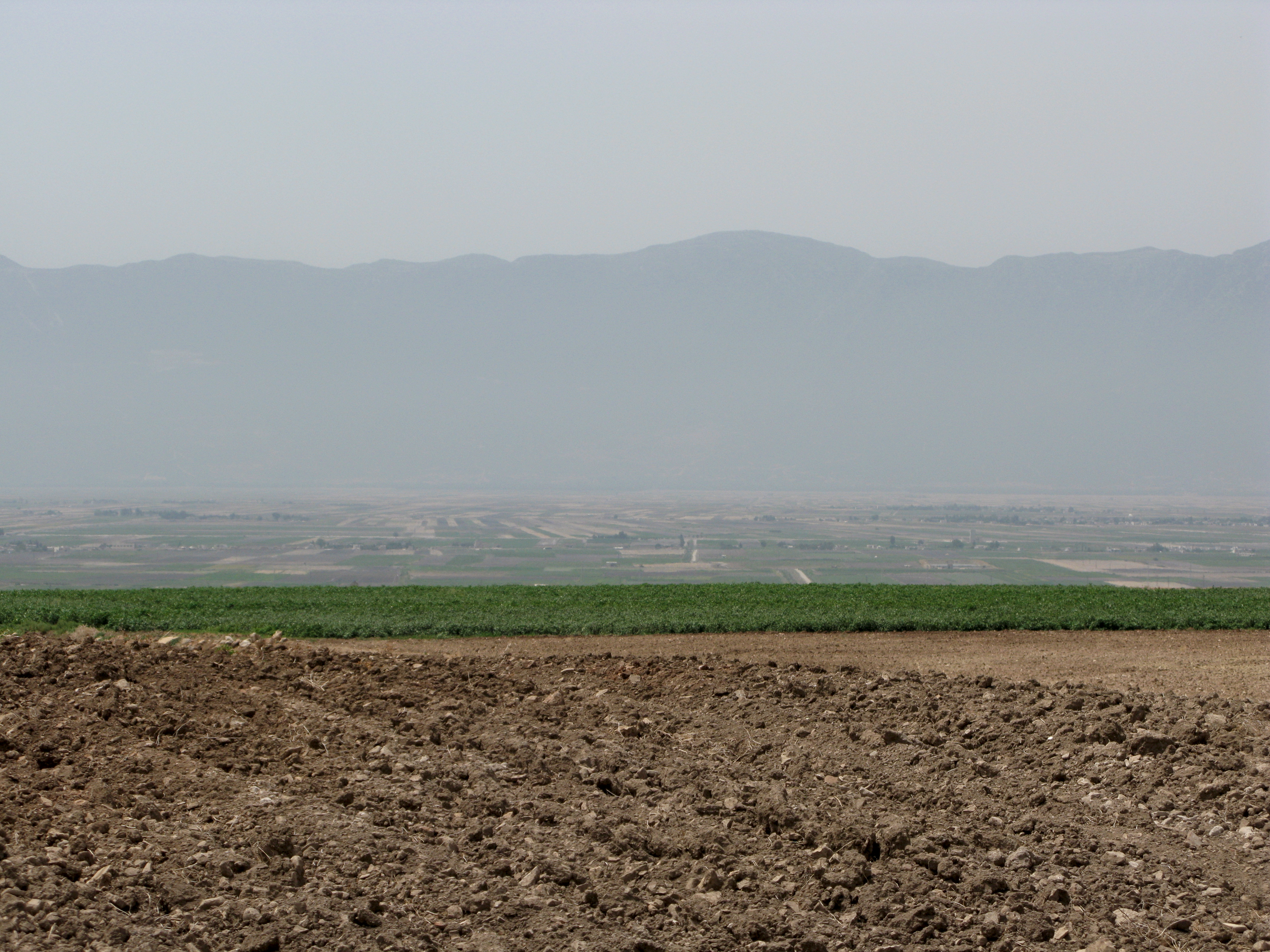
Плодородная долина Аль-Габ и прибрежные горы

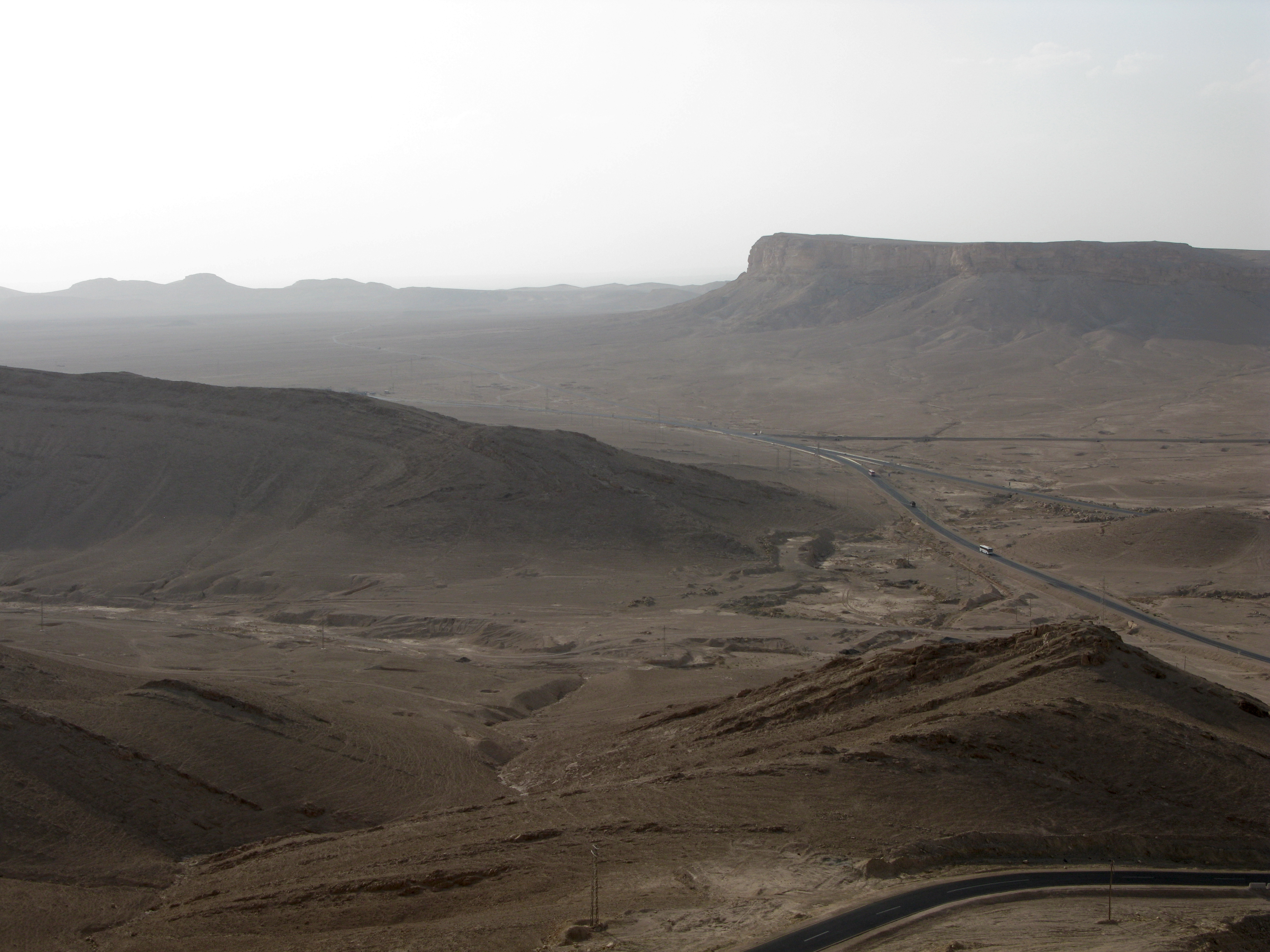
Сирийская пустыня рядом с Пальмирой

### Ансария
Горная цепь Ансария, протянувшаяся вдоль побережья, имеет среднюю высоту более 1212 метров; самая высокая вершина Наби-Юнис имеет высоту около 1575 метров. Западные склоны, продуваемые влажными ветрами с моря, более плодородны и плотнее заселены, чем восточные склоны, на которые дует только горячий сухой ветер из пустыни. Ещё до ливанской границы и горами Антиливан горная цепь Джебель-Ансария прерывается, образуя коридор, в котором расположился город Хомс; там же проходят шоссе и железная дорога из Хомса в ливанский порт Триполи. К востоку от хребта Джебель-Ансария протянулась ещё одна цепь — Джебель-аз-Завия, между которыми находится долина Аль-Габ с плодородными угодьями, орошаемыми извилистой рекой Оронт (Эль-Аси).

### Антиливан
На юге го́ры Антиливан достигают высоты более 2700 метров у сирийско-ливанской границы и простираются в восточном направлении в сторону плато. На восточных склонах мало осадков и растительности, горы там постепенно переходят в пустыню.
На юго-западе величественная гора Хермон (Джебель Аш-Шейх), также стоящая на границе между Сирией и Ливаном, спускается на плато Хауран (ныне эн-Нукра), обдуваемое влажным средиземноморским воздухом и лежащее к югу от Дамаска и к востоку от Антиливана, до реки Ярмук. К юго-западу от Хорана находится приподнятый вулканический район горного хребта Джебель Друз (переименованный в Джебель Аль-Араб), здесь проживает друзское население страны. В древности территория Антиливана и нынешних провинций Дамаск, Даръа и Сувейда были известны как Васан.

### Сирийская пустыня
Весь регион восточного плато пересекает низкая цепь из гор Джебель Ар-Рувак, Джебель Абу-Руджмейн и Джебель Бишри, протянувшаяся в северо-восточном направлении от Джебель Аль-Араб до реки Евфрат. К югу от этих гор лежит засушливая пустыня Хамад. К северу от Джебель Ар-Рувак и востоку от Хомса расположилась ещё одна пустыня — пустыня Хомс. Все перечисленные пустыни являются частью большой Сирийской пустыни.

### Заевфратье
К северо-востоку от Евфрата, берущего начало на Армянском Нагорье и текущего через всю Сирию в Ирак, находится плодородный регион Джазира, омываемый водами притоков Евфрата. В 1960-х и 1970-х в этом районе была успешно проведены ирригационные проекты, и сегодня район является центром злаковых и хлопковых культур. Значительно возрос экономический потенциал Джазиры за счет открытия нефти и природного газа на самом севере региона. Запас нефти в месторождениях Хурбет-Ист и Юзефие составляет около 7 млн тонн.

## Климат
Климат в Сирии субтропический средиземноморский с зимне-весенним максимумом осадков и летней засухой. В  Антиливане зимой выпадает снег. На побережье климат морской, средние температуры января 12 °C, августа 27 °C. Восточная часть страны отличается сухим континентальным климатом; средние температуры января 4–7 °C (характерны почти ежегодные заморозки), августа до 33 °C (макс. 49 °C).  Зимний северный ветер шамаль и весенний ветер хамсин, дующий со стороны Аравийской пустыни, сопровождаются песчаными и пыльными бурями.

## Водные ресурсы

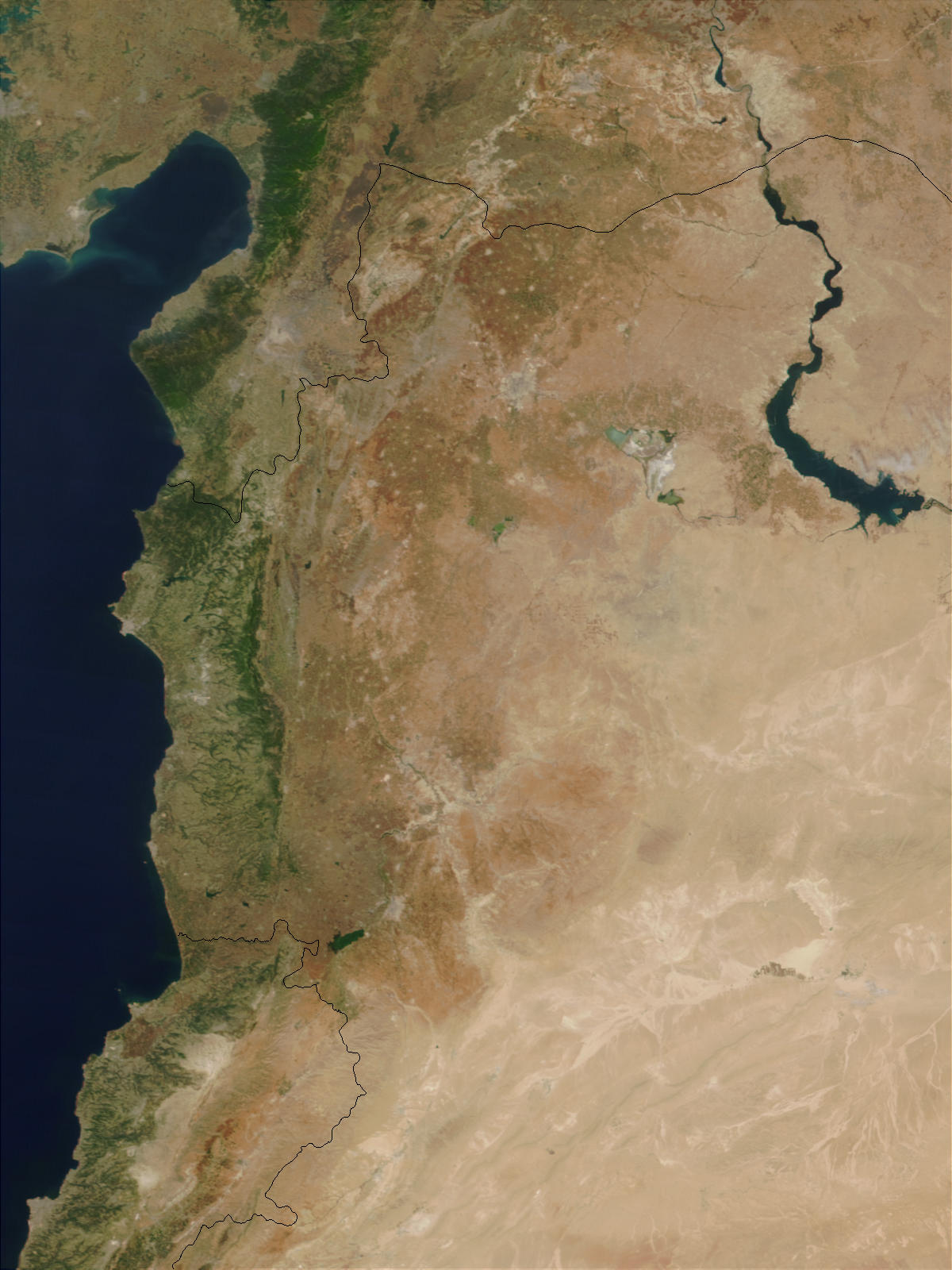
Наводнение в северной Сирии после разрушения Зейзунская плотина в июне 2005 года

Водные пути в Сирии играют важнейшую роль в развитии сельского хозяйства. Реки Сирии относятся к бассейнам Персидского залива, Средиземного или Мертвого моря. 

### Евфрат
Длиннейшей и наиболее важной рекой является Евфрат, который аккумулирует в себе более 80 % всех водных ресурсов страны. Его основные левые притоки Белих и Хабур также являются крупными реками с истоком на Армянском Нагорье. Правые притоки Евфрата наполняются водой лишь весной, называются вади. В 1973 году в Сирии было окончено строительство плотины Табка. Плотина образует водохранилище Эль-Асад (около 80 км в длину и 8 км в среднем в ширину), которое используется для орошения хлопка.

### Барада
На засушливом плато к востоку от Дамаска оазисы, ручьи, несколько внутренних рек, стекающих в болота и небольшие озёра, обеспечивают водой потребности орошаемого земледелия. Наиболее значимая из рек Барада берёт начало в горах Антиливана и теряется в песках пустыни. Барада образует оазис Гута, одну из достопримечательностей Дамаска.

### Эль-Аси
Река Оронт (Эль-Аси) также имеет большую экономическую и историческую значимость.

## Почвы
Основными почвами являются сероземы, ими занята большая часть страны. Каштановые почвы распространены на севере и западе. Плодородными считаются коричневые почвы на побережье Средиземного моря и на склонах хребта Ансария.

## Живая природа
Эндемиком Сирии является сосна алеппская. На западе страны (Ансария и Антиливан) встречается кедр ливанский, дуб ливанский, дуб черешчатый, кипарис вечнозелёный, пихта киликийская, фикус и магнолии. Дубовые рощи Сирии описаны в Библии и локализованы северо-западным регионом Васан (Иез. 27:6; Зах. 11:2). В долине Евфрата сохранились участки приречных лесов из тополя евфратского и тамарикса. Леса занимают всего 3% территории. 
Восточной, засушливой части страны свойственны пустынные группировки с участием саксаула, кустарничков и полукустарничков (солянки, полыни).
Вплоть до настоящего времени в горах на западе Сирии (Ансария) водился сирийский бурый медведь. Также вымершим считается живший в пустынях сирийский кулан. В стране обитает сирийский хомячок, полосатая гиена, антилопа, обыкновенный шакал, каракал.

## Полезные ископаемые
Крупные залежи нефти расположены на северо-востоке страны в верхней Месопотамии. Еще в конце 1980-х годов в Сирии было открыто свыше 50 нефтяных месторождений, из них около 20 находятся в разработке и эксплуатации. Согласно Статистическому обзору мировой энергетики – 2015 (Statistical Review of World Energy 2015), который составляют специалисты компании British Petroleum, по состоянию на 2014 год Сирия занимает 33-е место в мире по доказанным запасам нефти.